# 巡航戦車 Mk.II
巡航戦車 Mk.II（A10）（Tank, Cruiser Mk.II（A10））は、ヴィッカース・アームストロング社により開発され、第二次世界大戦中にイギリス陸軍が使用した巡航戦車である。
175両が生産され、大戦初期に使用された。

## 開発と生産
中戦車A9（後の巡航戦車 Mk.I）の開発計画が始まったわずか3ヵ月後の1934年5月、A10計画がスタートした。歩兵支援用に、より重装甲の戦車の開発を求められたヴィッカース社のサー・ジョン・カーデンは、手っ取り早くA9の装甲強化によって応えた。装甲はA9の最大14mmに対し、当初24mm、最終的に30mmまで増厚されたが、その増厚は、追加装甲を基本車体に鋲接する方法が採られた。厚い一枚板の装甲板を使うよりも製造が容易で、上質な装甲鋼板の節約にもなったが、防御力は一枚板のものより劣った。
しかし、A9、A10の一方で、兵器局のエリス少将は、歩兵支援用の戦車は予想される敵対戦車砲に耐える装甲厚が必要とし、同じくヴィッカース社に小型・重装甲のA11（後の歩兵戦車 Mk.I マチルダ I ）の開発を指示していた。A11は当時最新鋭のイギリスの2ポンド砲に耐えることを目標に、最大60mmを超える装甲厚を備えていた。さらに1936年には、イギリス陸軍は、主力となる戦車を軽装甲・高速の巡航戦車、重装甲・低速の歩兵戦車の2種に分けて開発を行うとの決定を下した。A9に比べれば装甲が強化されたとはいえ最大30mmの装甲しか持たないA10は、結局、A9を補佐する「重巡航戦車」として生産されることとなった。
A10は巡航戦車 Mk.IIとして制式化され、1938年中に最初の発注が行われた。この間、本命の巡航戦車としてはアメリカのクリスティー式戦車をもとにしたA13（巡航戦車 Mk.III）も開発されており、A9、A10はそれらの数が揃うまでの“つなぎ”という位置付けであった。ただし、A10量産車の引渡しが始まったのは1939年末で、A13よりもむしろ遅かった。
A9では操縦席の左右に.303 ヴィッカース機関銃を備えた銃塔があったが、A10では除去された。試作車A10E1は当初、中央に突出した操縦手フード以外は、よく傾斜した前面装甲を持つ車体形状であった。しかし、やはり車体銃は必要と判断され、操縦席をわずかに左に移動、右に車体銃を備えた垂直の戦闘室前面形状に改められた。これに伴い、乗員も当初の4名から5名となった。車体銃には、.303 ヴィッカース機関銃に代わり、チェコ製ブルーノVz.37重機関銃(ZB.53)のライセンス生産型である、空冷のベサ機関銃が選ばれた。しかし、砲塔の同軸機銃は.303 ヴィッカース機関銃のままで、弾薬も共通ではなかったので、結局、当初生産型は車体銃を搭載しないままだった。後に砲塔の機銃もベサに改められ、これには巡航戦車 Mk.IIAの形式名が与えられた。また、同時期の他のイギリス戦車同様、3.7インチ榴弾砲搭載のCS（近接支援）型も作られた。
生産は、イギリスの戦車生産工場育成策に則り、開発会社のヴィッカース社で生産されたのは10両のみで、45両がメトロポリタン・キャメル社（Metropolitan-Cammell）、120両がバーミンガム・レールウェイ・キャリッジ・アンド・ワゴン社（Birmingham Railway Carriage and Wagon Company）で行われた。うち、30両がCS型であった。

## 戦歴

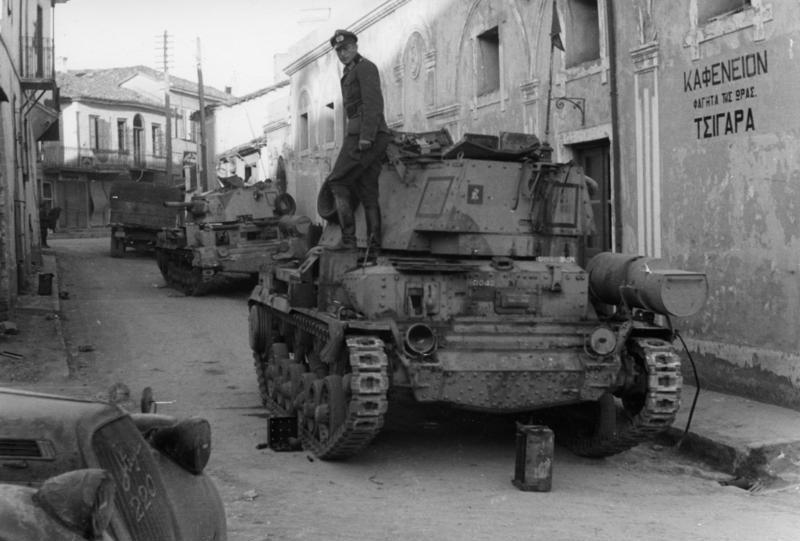
ギリシャ戦線で放棄された巡航戦車 Mk.IIA、1941年4月

31両の巡航戦車 Mk.IIが、フランス派遣軍の第1機甲師団に配備されて、1940年のフランスの戦いに投入された。評価は、出力不足で不整地走行能力は低く、低速であると、はなはだ芳しくなかった。
その後は、ギリシャ戦線や北アフリカ戦線でも1941年末まで使用された。

## 参考資料
- Christopher Foss, Peter McKenzie, "THE VICKERS TANKS From Landship to Challenger", Patrick Stephens Limited 1988
- David Fletcher, "MECHANISED FORCE - British tanks between the wars", HMSO, London 1991
- 宗像和広(主著)、「第二次世界大戦のイギリス・アメリカ軍戦車」、戦車マガジン1992年7月号別冊、デルタ出版
- 大村晴、「第2次大戦のイギリス軍用車両」、グランドパワー1995年11月号、デルタ出版

## 登場作品
『World of Tanks』
イギリス軽戦車Cruiser Mk. IIとして登場。